# メス (フランス)
メス、メッス（Metz フランス語: [mɛs] ( 音声ファイル)、ドイツ語: [mɛts] メッツ）は、フランスの北東部に位置する都市で、グラン・テスト地域圏、モゼル県の県庁所在地である。

## 概要
かつてのアウストラシアの首都、のちにカロリング朝の都市であったメスは、3000年前に始まった歴史とその遺産の豊富さで証明される。フランスの文化に、ドイツに併合された遺産が建築上、特に象徴的な図面を維持している。市内にテクノポールを抱える情報通信の都市であると明確に示されており、古くからの商業都市は『田園都市』であることを望んでその都市景観から脱却し、都市生態学に関するフランス国内の政治的開拓者を通じて、水の流れと公園のある都市をつくりあげた。

## 位置
メスは、巨大なヨーロッパの循環の軸が交差する地点にある。
- ブリュッセル、ルクセンブルク市、メス、ナンシーを通過する南北の軸は、北海から地中海へロレーヌを通ってまっすぐに伸びる。境はシロン＝モゼラン盆地である。
- パリ、メス、ストラスブール、ザールブリュッケン、ドイツの大都市圏へ通じる東西の軸

メス周辺の重要都市には、55km北のルクセンブルク市、53km南のナンシー、60km東のザールブリュッケンがある。ストラスブールとは133km、ランスとは155km、パリとは320km、フランクフルト・アム・マインとは230km離れている。

## 地形
メス市の西部はモーゼル川とセイユ川の谷にあたり、市中心部とサブロン地区は小高い丘の上にある。市東部の地区は標高が高く、ロレーヌ盆地の支脈にあたる。標高358mのサン＝カンタン山が市を見下ろしている。
地質ではメスはパリ盆地東部に位置し、ケスタの麓にある。モーゼル丘陵は、サン＝カンタン山の一部である。これらは石灰岩質からなる。

## 歴史
メスは2000年以上前から記録されている。紀元前52年のカエサルによるガリア征服まで、ケルト人のMediomatrici族のオッピドゥムであった。ローマ帝国へ編入されると、すぐにメスは人口4万のガリアにおける中心都市のひとつへ変化し、蛮族の襲撃と5世紀末のフランク族の移住までそれを維持した。
アッチラによる破壊（451年）を伝える史料に初めて出現するこの都市は当初、Divodurumと記されたが、後にMettisを経由して今日のMetzへと変化した。古代ローマ時代、Gorzeから23 kmの長さに及ぶ運河によって引いた水を用いた大浴場や二つの円形劇場があった。リヨンからトリーアおよびケルンに向かう街道とランスからマインツないしストラスブールに向かう街道の交差する交通の要衝に位置していたことがこの都市の発展の基礎となっている。司教が復活祭期間中に訪問する教会を列挙する表（760年頃）には34の礼拝所が記されている。カロリング朝においてはルートヴィヒ1世（敬虔王）をはじめ王族がこの地の教会に葬られている。フランス語圏にあったが、 843年のヴェルダン条約ではロタリンギア（中フランク王国）に、870年のメルセン条約では東フランク王国に帰属した。メスは、司教が都市の行政・司法・経済での主権を掌握する君主である司教都市であったが、12世紀以後、市民側の反抗が激しくなる。「1118年メッスの司教に選任されたシュヴァルツヴァルトの聖ゲオルゲン大修道院院長でグレゴリウス支持派であったテオトゲルは、住民の強い抵抗をうけて司教座につくことさえできず、クリュニーで死んだ」。
メスは、ケルン西南で中世ドイツ帝国唯一の大都市であったが、輸出手工業というものがなく、大市も開催されていない。メスの商業は、「肥沃な周辺農村の産物（穀物・ワイン・馬の飼育）によって支えられていた」。複数の有力な家柄が市門の前の農地を相続し、13、14世紀にはそれを農村の領地につくり上げた。彼らが市政を牛耳る市の支配下には、130を超える農村が存在した。「彼らはそこに農村での居住地をもち、市内には居住塔をもっていた」。「五つのパレージュ（paraiges）、すなわち五つの同族団に強固に組織化されたメッスの都市貴族層は、スヘルデ、ムーズ及びラインの諸河川の周辺で都市貴族支配が終わった時にも、その支配を保持することができた」。
中世末期に貨幣鋳造と金融業の中心地となり都市文化の繁栄を謳歌するメスは、1325年頃、面積159 haの土地に25000人の人口を擁し、モーゼル川流域唯一の大都市であった。「メッスの都市貴族で審判人の長であったジェーク・デックスが十四世紀にメッスの都市史を提供している」。
神聖ローマ帝国領にあって、ヨーロッパ経済の中心地の一つであったメスは、1552年にフランス王アンリ2世がトゥール、ヴェルダンと共に占領、1648年のヴェストファーレン条約で正式にフランス領になった。
1870年に勃発した普仏戦争では、この地において、フランソワ・アシル・バゼーヌ将軍率いるフランス軍の主力が包囲された。その救援に向かったナポレオン3世は、その途中のスダンで捕らえられプロイセンに降伏している。

## 人口統計
| 1962年  | 1968年  | 1975年  | 1982年  | 1990年  | 1999年  | 2006年  | 2012年  |
| ------- | ------- | ------- | ------- | ------- | ------- | ------- | ------- |
| 102 771 | 107 537 | 111 869 | 114 232 | 119 594 | 123 776 | 124 435 | 119 551 |

出典:1999年までLdh/EHESS/Cassini、2004年以降INSEE

## 教育
メス大学（Université de Metz）は、通称：ポール＝ヴェルレーヌ大学（Université Paul-Verlaine）と呼称されていたが、2012年1月、旧ナンシー大学の構成校（ナンシー第一大学、ナンシー第二大学、ポリテクニックのロレーヌ国立高等工科学校（INPL））などと合併してロレーヌ大学が設立された。校舎はロレーヌ地域圏内の、ナンシー、メス、エピナル、ロンウィにある。

## 文化
2010年、パリにある総合文化施設のポンピドゥー・センターの分館であるポンピドゥー・センター・メスが開館。設計は、日本人建築家坂茂とフランス人建築家Jean de Gastines及びイギリス人建築家Philip Gumuchdjianのグループが手掛けた。

## 観光

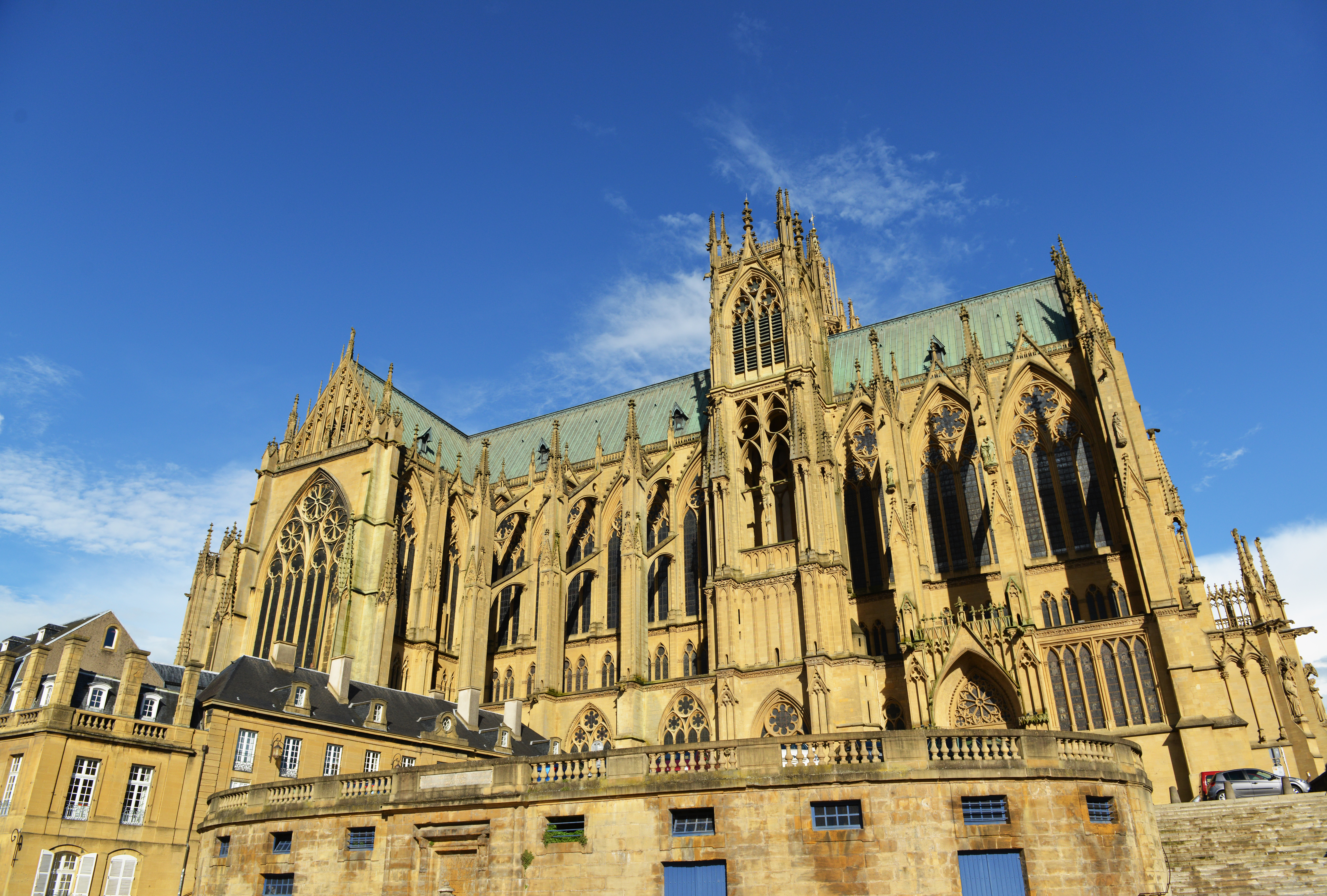
サンテチエンヌ大聖堂

身廊の高さが42mに届くサンテチエンヌ大聖堂は、ヨーロッパのゴチック建築のなかでも最も高い建築物のひとつで、ステンドグラスの面積は6500 m² に達し（13世紀から20世紀にかけて作られ、一部はシャガールによる制作）、「ランテルヌ・デュ・ボン・デュー（神のランプ）」という愛称で親しまれている。大聖堂は、この黄色を与えるジョーモン石（モーゼルで抽出された石の一種）で建てられている。13世紀から16世紀に建てられ、ヨーロッパで最大のゴシック様式の天蓋が特徴である。2020年に建物は完成から800年を迎え、その際、プロジェクションマッピングが行われた。

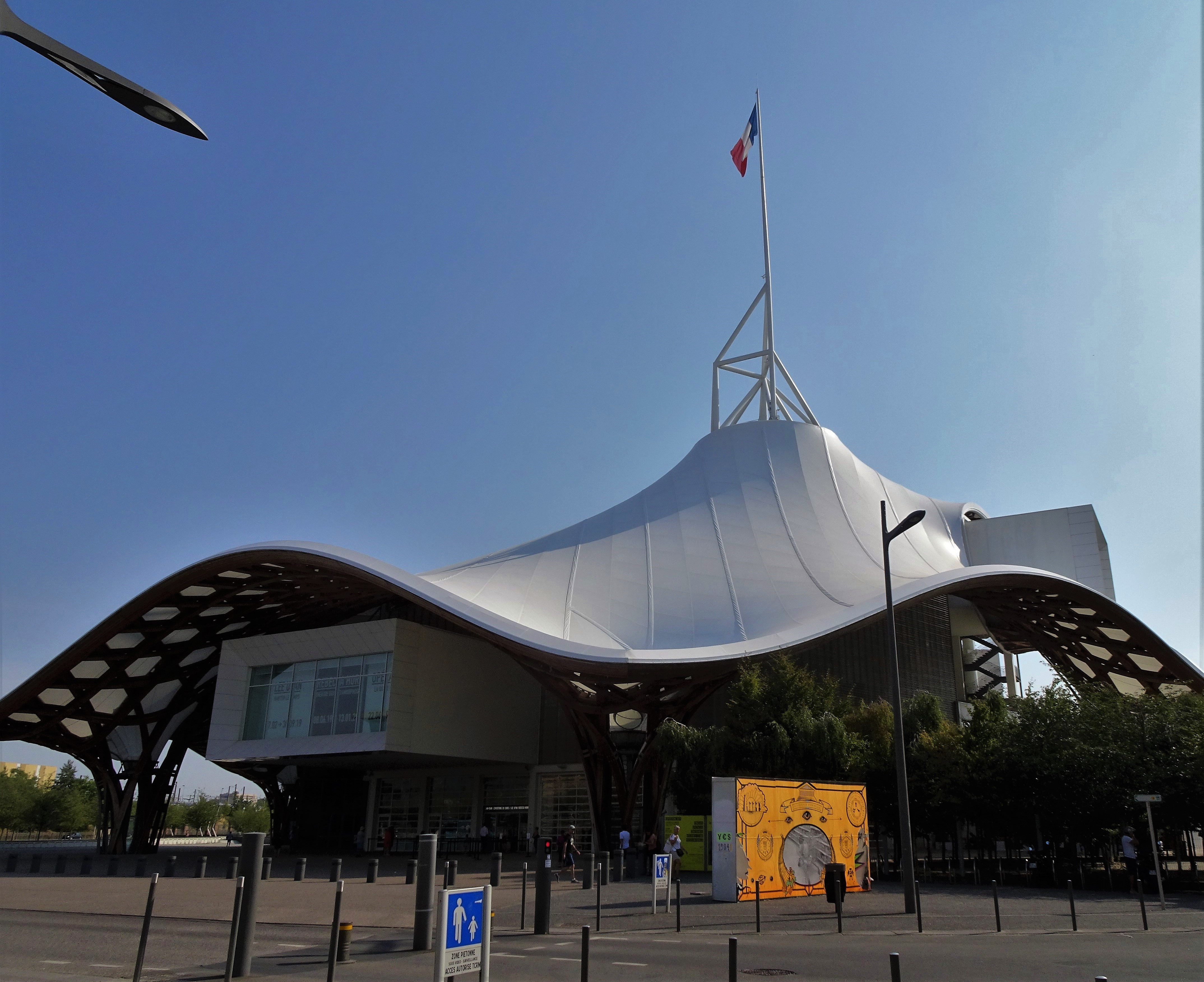
ポンピドゥーセンターメス

さまざまな形の現代アートを展示しているポンピドゥー・センター・メスでは、一年を通じてたくさんのイベントが行われている。斬新な建物の設計は、プロジェクトのコンペティションで優勝した坂茂とジャン・ド・ガスティーユの日仏共同チームが、イングランドの建築家フィリップ・グムチジャン協力のもと担当した。その建設は、セユ公園とメス駅の間にある円形劇場地区の開発の一環として行われた。2010年に完成したポンピドゥー・センター・メスは、特にドイツ、ルクセンブルク、ベルギーに近いため、パリ近郊で最も訪問されるフランスの美術館のひとつである。

## スポーツ
メスのスポーツにおいてはサッカーとハンドボールが盛んである。
- FCメス (サッカー、リーグ・ドゥ所属)
- メス・ハンドボール（フランス語版） (女子ハンドボール、女子EHFチャンピオンズリーグ所属)
- メスTT (卓球、国内2部リーグ所属)

市内で最も大きなスポーツ施設はFCメスのホームスタジアムとなっているスタッド・サン＝サンフォリアンであり、約28,000人を収容できる。

## メス出身の人物
- フランソワ・エティエンヌ・ケレルマン - 軍人
- アンニ・シュトイヤー - 陸上競技選手
- ガブリエル・オーギュスト・ドブレ - 地質学者
- モルガン・パラ - ラグビー選手
- レジス・ヴァルニエ - 映画監督
- ポール・ヴェルレーヌ - 詩人
- ガブリエル・ピエルネ - 作曲家
- ジャン＝ヴィクトル・ポンスレ - 数学者
- ルイ・ル・プランス - 発明家

## 姉妹都市
メスは以下の姉妹都市と提携している：
- トリーア（ドイツ連邦共和国）1957年
- 宜昌市（中華人民共和国）1991年
- フラデツ・クラーロヴェー（チェコ共和国）2001年
- カンザスシティ（アメリカ合衆国ミズーリ州）2003年
- サン＝ドニ（フランス共和国レユニオン）
- グロスター（イングランド）
- カルミエル（イスラエル国）
- タンジェ、モロッコ[10]